# Schnelldorf
Schnelldorf là một đô thị ở huyện Ansbach bang Bayern nước Đức. Đô thị Schnelldorf có diện tích 51,48 km², dân số thời điểm ngày 31 tháng 12 năm 2006 là 2551 người.